# آلبرتو زاکرونی
آلبرتو زاکرونی (به ایتالیایی: Alberto Zaccheroni) (متولد ۱ آوریل ۱۹۵۳) بازیکن سابق و مربی فوتبال اهل ایتالیا است. او در تیم‌هایی چون ونتزیا، بولونیا، اودینزه، آ.ث. میلان، لاتزیو، اینتر میلان، تورینو، یوونتوس و تیم ملی ژاپن مربیگری کرده‌ است.
نکته جالب در مورد او این است که گرچه مربی چندان بزرگی محسوب نمی‌شود، اما در تیم‌های بسیار مطرحی مربیگری کرده‌است.
از جمله مربیگری در هر سه باشگاه مطرح ایتالیا یعنی آ.ث. میلان، اینتر میلان و یوونتوس و همچنین در لاتزیو در دوران اوج قدرت این تیم مربیگری کرده‌ است و تقریباً در اکثر این تیم‌ها نتایج نه چندان راضی کننده‌ای گرفته‌ است.
او در تاریخ ۱۶ اکتبر ۲۰۱۷ هدایت تیم ملی امارات را بر عهده گرفت. وی بعد از حذف شدن در نیمه نهایی جام ملت های آسیا ۲۰۱۹ از قطر از سمت خود در تیم ملی امارات استعفا داد.
وی در سال ۲۰۲۲ و در خلال برگزاری جام جهانی فوتبال در قطر عضو گروه مطالعات فنی فیفا شده است.

## افتخارات

### مربیگری
باشگاهی
- آ.ث. میلان
  - سری آ: ۹۹–۱۹۹۸

تیم ملی
- تیم ملی ژاپن
  - جام ملت‌های آسیا: ۲۰۱۱
  - قهرمانی فوتبال شرق آسیا: ۲۰۱۳

فردی
- مربی سال سری آ: ۱۹۹۹